# Норт Ферриби Юнайтед
«Норт Ферриби Юнайтед» («Северный Ферриби Юнайтед») — английский футбольный клуб, базирующийся в Норт Ферриби (Северный Ферриби), графство Ист-Райдинг-оф-Йоркшир, в северо-восточной части страны. Образован в 1934 году. После 8 лет выступлений в Премьер Дивизионе Северной Премьер-Лиги пробился в Северную Конференцию в сезоне 2012/13, а в сезоне 2016-2017 пробился в Национальную Конференцию что и является наивысшим достижением в истории клуба.

## История
Футбольный клуб Норт Ферриби Юнайтед образовался в 1934 году в результате сельского собрания, на котором было принято решение сформировать местную футбольную команду. Сначала команда принимала участие в играх местной East Riding Church League, и уже в 1938 году завоевала звание своё первое чемпионство.
После Второй Мировой Войны клуб был сформирован заново, и команда была принята в East Riding Amateur League. Первые послевоенные годы оказались очень удачными: в 1950 году Юнайтед даже засветились в финальном квалификационном раунде FA Amateur Cup.
В 1969 году Норт Ферриби вступил в Yorkshire League Division Two, а уже в последующем сезоне Селяне стали чемпионами и взяли East Riding Senior Cup.
70-е годы прошли очень успешно - команда целых три раза выигрывала East Riding Senior Cup. В 1975 году клуб одержал победу над Линкольн Юнайтед со счетом 2:0 и заполучил Yorkshire League Cup.
В сезоне 1980/81 годов Норт Ферриби Юнайтед достиг небывалых высот, выйдя в третий квалификационный раунд Кубка Англии, в котором, впрочем, уступил Бостон Юнайтед.
В 1982 году Норт Ферриби вступил в Northern Counties East League и занял второе место в Division One North. Им предложили перейти в Premier Division, однако от предложения пришлось отказаться, так как инфраструктура клуба не отвечала необходимым требованиям.
В сезоне 1985/86 годов Селяне опять вышли победителями Division One и наконец-то вступили в Premier Division. В этом же сезоне Юнайтед вышли в четвертый раунд FA Vase, а в следующем году вылетели из пятого раунда, уступив Фарсли Кельтик со счетом 1:2. Три сезона спустя Норт Ферриби вышел в полуфинал FA Vase, но уступил Тамворту со счетом 2:1
В 1991 году Норт Ферриби взял Presidents Cup, разгромив Гуисли (победителей FA Vase) с суммарным счетом 8:5.

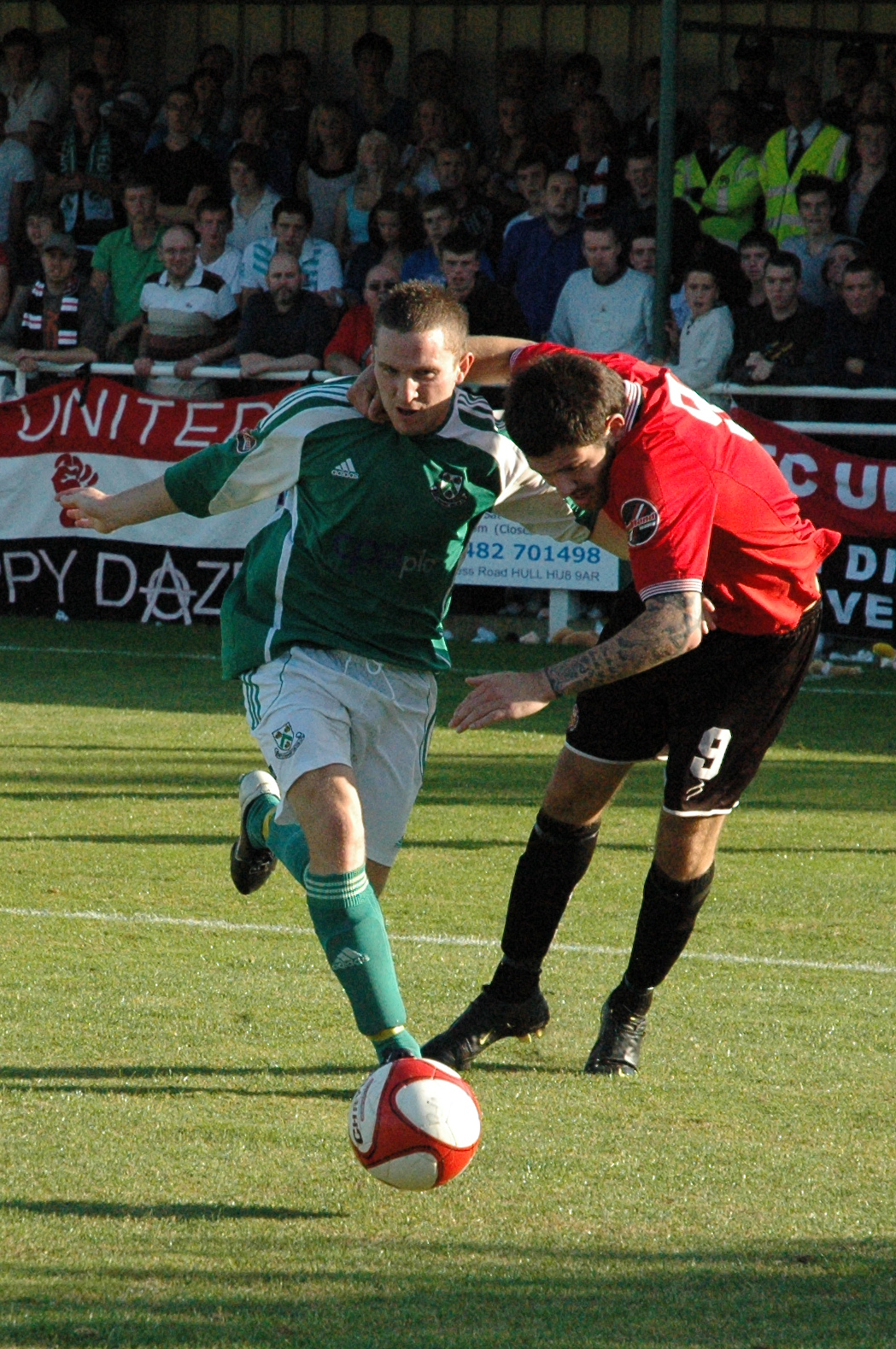
Матч против Юнайтед оф Манчестер в Кубке Англии в 2009 году

В сезоне 1996/97 годов команда достигла того, о чем мечтает каждый полупрофессиональный клуб - они провели финальный матч FA Vase на Уэмбли. Поражение от Уитби Таун со счетом 0:3 не могло омрачить этот великий день, и сезон золотыми буквами был вписан в книгу рекордов клуба.
В последующие два сезона Норт Ферриби упускал возможность выйти в UniBond League, однако в 2000 году Селяне достигли долгожданного продвижения в рейтинге полупрофессионального футбола. В первом же сезоне команда поставила новый рекорд, в пятый раз подряд выиграв East Riding Senior Cup.
Сезон 2001/02 годов стал вторым сезоном Норт Ферриби в UniBond League, и команда занимала все более и более высокие места. Сезон завершился еще одним достижением: клуб в шестой раз подряд выиграл East Riding Senior Cup, повторив рекорд, установленный Халл Сити в период Второй Мировой Войны.
В последующем сезоне Юнайтед, заняв четвертое место в таблице, завоевали место в плей-офф. Несмотря на то, что клуб не добился повышения, проиграв Редклифф Боро, разочарование быстро улетучилось после того, как команда триумфально побила рекорд Халл Сити, выиграв East Riding Senior Cup в седьмой раз подряд.
Юбилейный 70-й сезон оказался самым плодотворным в истории клуба - Селяне в последнем туре буквально вырвали победу в UniBond League Division 1. Команда возглавляла турнирную таблицу с начала октября и, несмотря на небольшие неудачи в марте, ни на секунду не теряла своих лидирующих позиций.
В сезоне 2006/07 Норт Ферриби, обеспечив себе место в плей-офф благодаря пятому месту, был очень близок к выходу в Conference North. Селяне на выезде в серии пенальти обыграли Фрикли Атлетик, но затем с общим счетом 1:3 уступили Фрикли Кельтик, и мечта о выходе в следующий дивизион была разбита.
Сезон 2014/15 ознаменовался самым значимым событием в истории клуба - Норт Ферриби в финале Трофея ФА уступали по ходу игры 0:2 клубу Рексхэм, представляющему Конференцию, но сумели отыграться, забив на 76-й и 86-й минутах. В дополнительное время команды также обменялись голами и матч завершился со счетом 3:3, а в серии пенальти сильнее оказались футболисты Норт Ферриби.

## Текущий состав
| № |        | Поз. | Имя            | Год рождения |
| - | ------ | ---- | -------------- | ------------ |
| 1 | Англия | Вр   | Росс Дьюрант   |              |
| 2 | Англия | Защ  | Алекс Дэвидсон |              |
| 3 | Англия | Защ  | Льюис Эксалл   |              |
| 4 | Англия | Защ  | Коджо Клей     |              |
| 5 | Англия | Защ  | Джек Уолтерс   |              |

| №  |                  | Поз. | Имя              | Год рождения |
| -- | ---------------- | ---- | ---------------- | ------------ |
| 10 | Англия           | ПЗ   | Дэнни Эммертон   |              |
| 11 | Англия           | ПЗ   | Люк Лофтс        |              |
| 16 | Англия           | ПЗ   | Эдам Болдер      |              |
| 17 | Англия           | ПЗ   | Джереми Форестер |              |
| 19 | Словакия         | ПЗ   | Марек Ржонка     |              |
| 25 | Англия           | Нап  | Карл Стюарт      |              |
| 82 | Республика Конго | Нап  | Джордж Эмбэлу    |              |
| 90 | Англия           | Нап  | Джек Барлоу      |              |
| 99 | Гана             | Нап  | Сэмюэль Ансу     |              |

## Достижения

### В лиге
- Национальная лига Север
  - Победители плей-офф: 2015/16[1]
- Премьер-дивизион Северной Премьер-лиги
  - Победители: 2012/13[2]
  - Финалисты плей-офф: 2005/06
  - Полуфиналисты плей-офф: 2009/10, 2010/11
- Первый дивизион Северной Премьер-лиги
  - Победители: 2004/05
  - Полуфиналисты плей-офф: 2002/03
- Восточная лига северных графств (Northern Counties East Football League) Премьер дивизион
  - Победители: 1999/2000
  - Призеры: 1986/87, 1992/93, 1995/96, 1997/98
- Восточная лига северных графств (Northern Counties East Football League) Первый дивизион
  - Победители: 1985/86
- Первый дивизион Йоркширской футбольной лиги
  - Второе место: 1975/76
  - Третье место: 1978/79, 1980/81
- Второй дивизион Йоркширской футбольной лиги
  - Победители: 1970/71
  - Призеры: 1969/70, 1973/74

### В кубках
- ФА Трофи
  - Победители: 2014/15[3]
- Чаша Футбольной ассоциации
  - Финалисты: 1996/97
- Кубок вызова Северной Премьер-лиги
  - Победители: 2011/12, 2012/13
- Большой кубок Ист Райдинга
  - Победители: 1970/71, 1976/77, 1977/78, 1978/79, 1990/91, 1996/97, 1997/98, 1998/99, 1999/2000, 2000/01, 2001/02, 2002/03, 2006/07, 2007/08, 2008/09, 2009/10, 2010/11, 2012/13, 2013/14